# 2018年土耳其
以下為2018年在土耳其发生的事件。

## 領導人
- 总统：雷杰普·塔伊普·埃尔多安
- 总理：比纳利·耶伊尔德勒姆
- 大国民议会议长：斯梅尔·卡拉曼

## 事件
- 1月13日－飛馬航空8622號班機事故
- 5月13日－埃尔多安总统宣布在机场进行「大型计划」，反對人士警告说計劃将摧毁伊斯坦布尔附近8500年历史的考古遗址，将对环境造成影响[1]。
- 6月10日－埃尔多安总统警告奥地利政府驱逐穆斯林的行動將可能导致战争，「我担心，奥地利总理采取的这些措施将把世界引向十字架和新月形之间的战争。他们说，他们将把我们的宗教人士赶出奥地利。 如果你这样做，你认为我们不会回應吗？ 这意味着我们将不得不采取行动。」[2]
- 6月24日－2018年土耳其大選
- 8月10日－美國總統特朗普在推特宣佈對土耳其出口到美國的鋼和鋁分別徵收50%和20%關稅後，土耳其里拉跌勢加劇。[3]
- 10月12日－土耳其法院判處美國牧師安德鲁·布伦森入獄3年又1個月，在考慮他在土耳其被扣留的時間後准許他即時獲釋。[4]
- 10月14日－伊兹密尔省一宗交通意外导致十五名难民死亡[5]。
- 10月19日－沙特阿拉伯首次承認賈邁勒·卡舒吉已在沙特阿拉伯駐伊斯坦布爾領事館內死亡。[6]
- 12月13日－安卡拉列车相撞事故，造成9人死亡

## 逝世

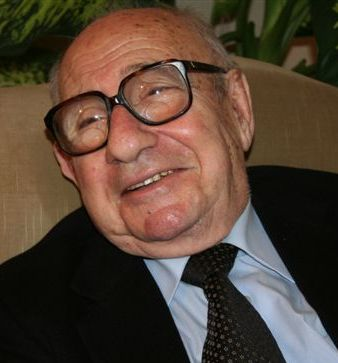
薄艾頓

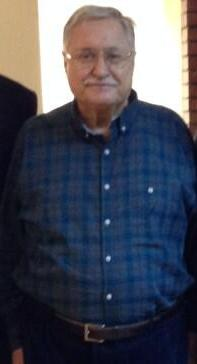
古哈桑

- 1月5日－ 
  - 薄艾頓（英语：Aydın Boysan），建築師（生於1921年）[7]
  - 柯士古（英语：Münir Özkul），演員（生於1925年）[8]

- 1月9日－柯耀邁（英语：Yılmaz Onay），作家、戲劇導演、翻譯家（生於1937年）[9]

- 1月27－山納比（英语：Nabi Şensoy），外交官（生於1945年）[10]

- 2月14日－Nuray Hafiftaş（英语：Nuray Hafiftaş），民歌歌手（生於1964年）

- 2月15日－拜滔臣（英语：Tosun Bayrak），作家（生於1926年）

- 2月23日－ 
  - 阿里·傑曼納（英语：Ali Teoman Germaner），雕塑家（生於1934年）[11]
  - 薩遮拉（英语：Celal Şahin），音樂家、演員（生於1925年）

- 3月6日－戴木協（英语：Muhibbe Darga），考古學家（生於1921年）

- 3月8日－雅巍當（英语：Ercan Yazgan），演員（生於1946年）

- 3月14日－Halit Deringör（英语：Halit Deringör），足球運動員（生於192年）

- 3月19日－古哈桑（英语：Hasan Celal Güzel），記者及政治家（生於1945年）

- 4月29日－柯斯丹（英语：Özden Örnek），海軍上將（生於1943年）[12]

- 5月16日－萨利赫·米尔扎比约卢（英语：Salih Mirzabeyoğlu），作家和伊斯兰教领袖（生于1950年）[13]

- 5月18日－傅愛升（英语：Doğan Babacan），足球裁判（生于1929年）[14]

- 5月28日－謝瑪爾（英语：Semavi Eyice），艺术历史学家（生于1922年）[15]

- 6月4日－江贊利（英语：Canel Konvur），跳高运动员（生于1939年）[16]

- 6月6日－烏搣·崎慳（英语：Ümit Kayıhan），足球运动员（生于1954年）[17]

- 6月28日－陶率律（英语：Şarık Tara），富豪、ENKA創辦人（生于1930年）[18]

- 6月30日－福阿特·塞兹金（英语：Fuat Sezgin），东方主義学家（生于1924年）